# Alfonso de Iruarrízaga
Alfonso Marcos de Iruarrízaga Hoces de la Guardia (ur. 22 sierpnia 1956 w Santiago) – chilijski strzelec, specjalizujący się w skeecie.

## Lata młodości i edukacja
Jest synem Iris i Alfonso José Maríi. Ma trzy siostry: Patricię, Maite i Isabel. Absolwent Universidad de Chile na kierunku inżynieria mechaniczna.

## Kariera
Strzelectwo uprawia od trzynastego roku życia.
Jest dwukrotnym medalistą igrzysk panamerykańskich w skeecie drużynowym: srebrnym z 1979 i brązowym z 1983.
W 1984 po raz pierwszy wystąpił na igrzyskach olimpijskich, na których wystartował w skeecie. Zajął 26. miejsce ze 189 punktami. W 1988 po raz drugi wziął udział w igrzyskach olimpijskich, ponownie uczestnicząc w skeecie. Po rundzie eliminacyjnej prowadził ex aequo z Axelem Wegnerem reprezentującym Niemcy Wschodnie (198 pkt). W finale, do którego zakwalifikowało się 6 najlepszych zawodników, zdobył dodatkowe 23 punkty (o 1 mniej niż Wagner), co dało mu 2. pozycję w klasyfikacji końcowej z 221 pkt. Był to ósmy medal olimpijski w historii Chile i pierwszy po 32 latach. Osiągnięcie strzelca spotkało się z dużym entuzjazmem w kraju. Po powrocie do Chile został on uznany za bohatera narodowego i zaproszony do Palacio de La Moneda, gdzie otrzymał specjalne podziękowania od władz państwa. Srebro z 1988 do dziś (2014) pozostaje jedynym medalem olimpijskim w strzelectwie wywalczonym przez reprezentanta Chile. W 1992 po raz trzeci wystartował na igrzyskach olimpijskich w skeecie i był 42. ze 143 punktami.
Karierę zakończył w 1995.

## Losy po zakończeniu kariery
W 1989 został prezesem firmy Tec Harseim, zajmującą się produkcją broni.

## Życie prywatne
Jest żonaty z Consuelo Sáez Ramilą, jedenastokrotną mistrzynią kraju w gimnastyce artystycznej. Ma z nią dwoje dzieci: córkę Consuelo i syna Alfonso.